# Montefalcone Appennino

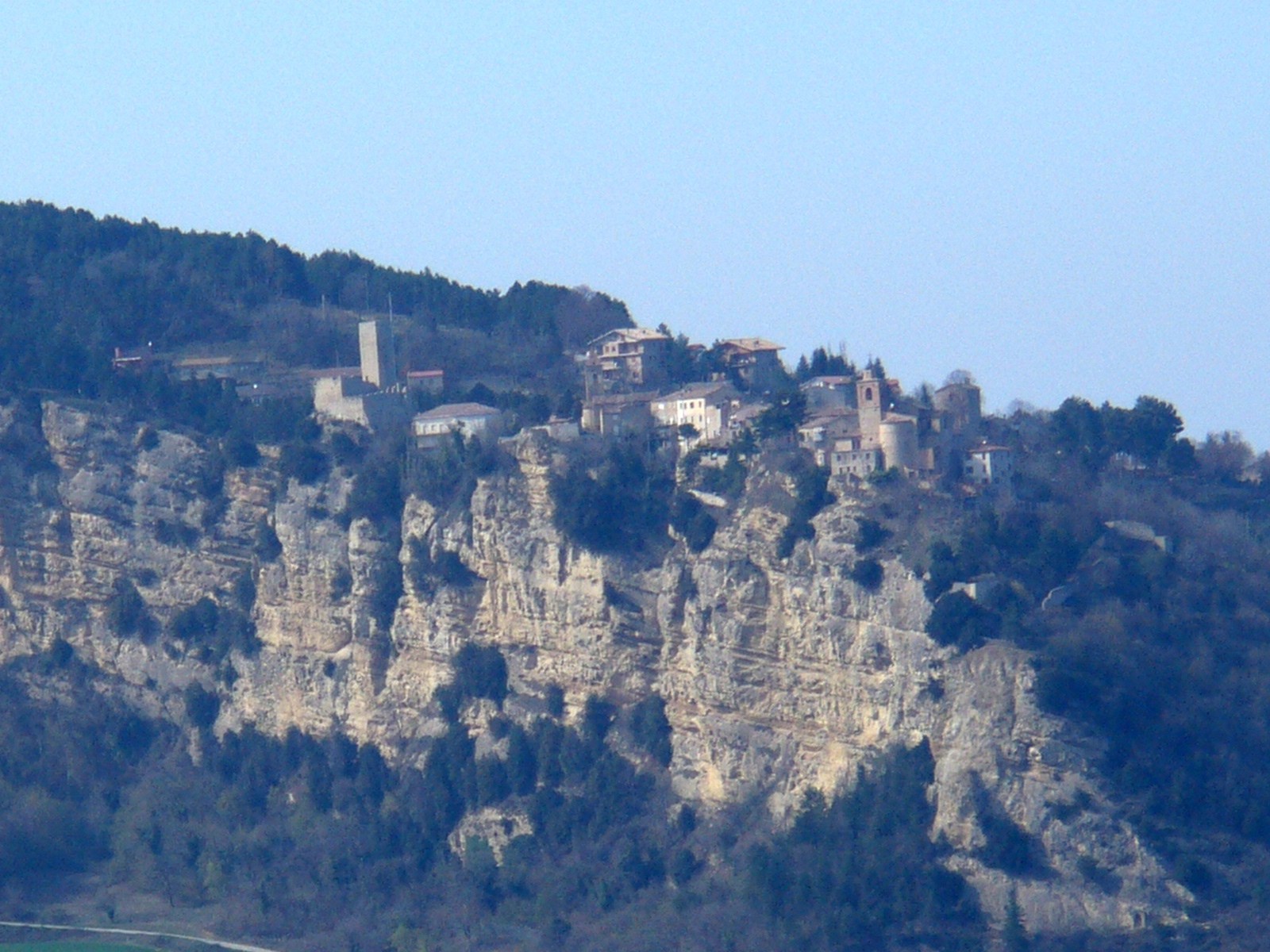
Panorama von Montefalcone Appennino

Montefalcone Appennino (im lokalen Dialekt: Montefargó) ist eine italienische Gemeinde mit 366 Einwohnern (Stand 31. Dezember 2023) in der Provinz Fermo in den Marken. Die Gemeinde liegt etwa 28,5 Kilometer südwestlich von Fermo am östlichen Rand der Monti Sibillini, gehört zur Comunità montana dei Sibillini und grenzt unmittelbar an die Provinzen Ascoli Piceno und Macerata.

## Verkehr
Am südlichen Rand der Gemeinde verläuft die frühere Strada Statale 433 della Val d'Aso (heute die Provinzstraße 238) von Pedaso nach Comunanza.